# Hymeniacidon kitchingi
Hymeniacidon kitchingi är en svampdjursart som först beskrevs av Burton 1935.  Hymeniacidon kitchingi ingår i släktet Hymeniacidon och familjen Halichondriidae. Inga underarter finns listade i Catalogue of Life.